# Superchería (canción)
"Superchería" es una canción compuesta por el músico argentino Luis Alberto Spinetta, que integra -como track 4- el álbum Artaud de 1973, de Luis Alberto Spinetta bajo el nombre de Pescado Rabioso, álbum que ha sido considerado el mejor de la historia del rock argentino.
El tema es interpretado por Luis Alberto Spinetta (guitarra eléctrica y primera voz) con sus excompañeros de la banda Almendra, Rodolfo García (batería, cencerro y coros) y
Emilio del Guercio (bajo y coros).

## Contexto
El álbum Artaud fue compuesto por Spinetta en el segundo semestre de 1973, inspirándose en la obra del poeta y dramaturgo surrealista Antonin Artaud, especialmente en sus obras Heliogábalo o el anarquista coronado (1934) y Van Gogh, el suicidado por la sociedad (1947). Spinetta se siente impactado por la tragedia y el sufrimiento, pero a la vez por la riqueza interior, de esos personajes vulnerables, alienados y marginados, como Artaud, el creador del teatro de la crueldad que inauguró el teatro moderno y fue encerrado en los manicomios franceses; Heliogábalo, el emperador transgénero anarquista descuartizado cuando tenía solo 18 años; y Vincent Van Gogh, el genial pintor suicidado por una sociedad que no toleraba su visión del mundo.
El disco fue concebido en un momento crucial de la historia sudamericana, de alta violencia política, en el que comenzaban a instalarse dictaduras cívico-militares, coordinadas entre sí por medio del Plan Cóndor y apoyadas por Estados Unidos, que anularían completamente la vigencia de los derechos humanos durante dos décadas. El músico relacionaba ese momento del país, con la desesperación que transmitía la obra de Artaud y el nihilismo del rock expresado en las drogas y la "promiscuidad sin sentido", y lo sentía incompatible con su propia visión del rock y de la vida, expresada en el Manifiesto cuyo título toma de la evaluación que Artaud hace de Van Gogh, "Rock: música dura, la suicidada por la sociedad", y que Spinetta publica simultáneamente con el disco. En su Manifiesto Spinetta denuncia la "profesionalidad" y el "negocio del rock", "porque en esa profesionalidad se establece un juego que contradice la liberación, que pudre el instinto". Spinetta expone aquí la necesidad de preservar una visión dura de la realidad, que es la esencia del rock, y dar a la vez una respuesta basada en el amor:

Quien lo haya leído (a Artaud) no puede evadirse de una cuota de desesperación. Para él la respuesta del hombre es la locura; para Lennon es el amor. Yo creo más en el encuentro de la perfección y la felicidad a través de la supresión del dolor que mediante la locura y el sufrimiento. Creo que sólo si nos preocupamos por sanear el alma vamos a evitar distorsiones sociales y comportamientos fascistas, doctrinas injustas y totalitarismos, políticas absurdas y guerras deplorables. La única forma de hacer subir el peso es con amor.
Luis Alberto Spinetta

## La canción
"Superchería" es el cuarto track del álbum Artaud. Se trata de una composición integrada por tres temas, un vals durante el que solamente se canta la palabra del título, un rock durante el que se canta "eso es lo que mata tu amor", y un swing jazz durante el que cantan "cuando te des cuenta....".
La letra hace eje en la crítica de la superstición religiosa que señala el título, con una frase que define gran parte de la obra y del pensamiento de Spinetta:

Siempre soñar,
nunca creer.
Superchería

Al distinguir el sueño y la ensoñación de la creencia religiosa, Spinetta recupera uno de los grandes temas del movimiento surrealista -del que Artaud fue una de sus figuras-, movimiento que inspira el álbum y gran parte de la obra spinetteana.
Muchos años después, Spinetta respondía de este modo a un periodista que le pregunta qué piensa de las religiones:

Son el show business de Dios. Para poner a Dios en escena se tienen que hacer cargo los hombres, que están constituidos de cagadas y errores. Por lo tanto, envilecerse a través de Dios o del dinero o de la música es muy fácil. Las religiones son como una especie de excrecencia de la peor porquería, porque es como el pedo que se va tirando Dios a través de la institución. Huele mal. En todas las religiones hay unas sanatas tremendas. Y están metidos con los que tienen el Poder? Las guerras religiosas, ¿nos van a azotar hasta el fin del tiempo?... Y entonces esas religiones, ¿qué hacen? ¡compran las armas!
Luis Alberto Spinetta

El crítico musical Claudio Kleinman, en un artículo en la revista Rolling Stone, describe del siguiente modo sus impresiones sobre la canción:

"SUPERCHERIA". Deslumbrante exhibición de musicalidad de Luis, el tema tiene al menos tres partes diferentes enlazadas con maestría. Comienza con una cadencia valseada en 3x4 ("superstición...") con el cantante animándose incluso a una suerte de scat. Luego viene una parte rockera en la que el esquema de pregunta-respuesta entre la voz líder y el coro ("eso es lo que mata tu amor"), que opera como en el teatro griego, recuerda al de "Figuración", de Almendra. La interpretación vocal de Spinetta es extraordinaria, mientras hace una de las múltiples alusiones que hay en el disco a los factores (sociales, individuales) que coartan la libertad ("siempre temblar, nunca crecer."). Finalmente, la esperada liberación de la tensión creada por la repetida sucesión de estas dos partes llega con un swing jazzeado donde la amistad es consagrada como posible consuelo frente a esa situación de estancamiento y frustración ("y cuando te das cuenta que es tu amigo quien te da la mano..."). Unos bellísimos coros aparecen sorpresivamente en la última parte valseada. Sin embargo, al final, el implacable Spinetta no permite que la comodidad se instale: "Si te dieras al menos un porqué".
Claudio Kleinman

## Curiosidades
- La banda de indie rock Superchería toma su nombre inspirándose en la canción del álbum en homenaje a su disco favorito.[8]